# Natalia Sánchez (aktorka)
Natalia Sánchez (ur. 27 marca 1990 w Sewilli) – hiszpańska aktorka, piosenkarka i modelka, która grała Teté Capdevili Gómez w serialu Rodzina Serrano.
Zadebiutowała w 2001 rolą w filmie Clara y Elena. Występowała również w takich sitcomach jak: Compañeros i Periodistas oraz serialu Javier ya no vive solo. Jest współzałożycielką grupy muzycznej Santa Justa Klan, której jest wokalistką. 
Przez kilka lat była w związku z aktorem serialu Rodzina Serrano - Víctorem Elíasem. Później związała się z Markiem Clotetem.